# Cara Mia (Måns Zelmerlöw-låt)
Cara Mia, skriven av Fredrik Kempe och Henrik Wikström, är en poplåt som var Måns Zelmerlöws bidrag till den svenska Melodifestivalen 2007. Bidraget deltog i semifinalen i Örnsköldsvik den 17 februari 2007, och gick efter omröstningen direkt vidare till finalen i Globen den 10 mars 2007 där det slutade på tredje plats. Den 5 mars 2007 gavs singeln Cara Mia ut, och på listorna placerade den sig som högst på första plats i Sverige och fjärde plats i Finland.
Cara mia betyder Min älskling på italienska.
Melodin testades även på Svensktoppen, där den låg på listan i 13 omgångar under perioden 25 mars -17 juni 2007 . Den låg på första plats de två första gångerna.
Cara Mia vann både OGAE Second Chance Contest och National Finals Song Contest 2007. 
I Dansbandskampen 2008 framfördes låten av Scotts, medan Date framförde den i Dansbandskampen 2009, då i lägre tempo. I Dansbandskampen 2010 tolkades låten av Patrik's Combo.

## Låtlista
1. Cara Mia (Original Version)
2. Cara Mia (PJ Harmony Remix Radio Edit)
3. Cara Mia (PJ Harmony @ Nite Remix)
4. Cara Mia (AAA Club Version)
5. Cara Mia (Acoustic Version)

## Listplaceringar
| Lista (2007-2008) | Topplacering |
| ----------------- | ------------ |
| Bulgarien         | 38           |
| Finland           | 4            |
| Polen             | 43           |
| Sverige           | 1            |